# カンニング竹山のイチバン研究所
『カンニング竹山のイチバン研究所』（カンニングたけやまのイチバンけんきゅうじょ）は、ABEMAで放送されている情報バラエティ番組である。カンニング竹山の冠番組。絆ホールディングス一社提供番組。
2020年8月1日・9月5日にTOKYO MXにてスペシャル版を放送し、2020年10月10日よりレギュラー放送開始。
第100回を迎えた2024年12月でテレビ番組としてはいったん終了し、2025年4月からはABEMAに移行した。

## 出演
- カンニング竹山 - 所長
- 研究員
  - 伊藤かりん
  - 中田花奈（2021年4月24日 - ）
  - 日向坂46メンバー（2025年4月4日 - ）

- 髙橋未来虹（2025年4月4日・18日・5月2日）
- 森本茉莉（2025年5月2日）
- 河田陽菜（2025年5月16日・6月6日・20日）
- 山口陽世（2025年6月20日）
- 上村ひなの（2025年7月4日・18日）
- 平岡海月（2025年8月15日）

### 過去の出演者
- 研究員
  - 斉藤優里（2020年8月1日 - 2021年5月22日）
  - 相楽伊織（2020年8月1日 - 2023年4月15日）
  - 乃木坂46元メンバー
    - 渡辺みり愛（2021年7月10日・24日）
    - 樋口日奈（2022年2月5日・19日）
    - 阪口珠美（2023年6月17日・7月1日・9月2日[注 1]、2024年2月3日[注 1]）
    - 向井葉月（2023年12月16日[注 1]）

  - 乃木坂46メンバー（2023年5月6日 - 2024年12月21日）

- 岩本蓮加（2023年5月6日・20日、2024年2月17日・9月7日・11月30日・12月7日・21日）
- 柴田柚菜（2023年5月20日・6月3日・11月4日、2024年7月6日・20日）
- 冨里奈央（2023年8月5日・19日・9月2日、2024年2月3日・17日・12月7日）
- 菅原咲月（2023年10月7日・21日）
- 五百城茉央（2023年10月21日）
- 筒井あやめ（2023年11月18日・12月2日・16日、2024年10月19日）
- 佐藤璃果（2024年1月6日・20日・4月6日・20日・7月20日）
- 伊藤理々杏（2024年1月6日・6月1日・15日）
- 黒見明香（2024年3月9日・16日・4月20日・9月21日）
- 佐藤楓（2024年3月9日・4月6日）
- 吉田綾乃クリスティー（2024年4月6日・9月28日）
- 松尾美佑（2024年6月1日）
- 小川彩（2024年7月6日）
- 岡本姫奈（2024年8月3日・24日）
- 林瑠奈（2024年8月24日）
- 奥田いろは（2024年9月7日・21日）
- 川﨑桜（2024年9月28日・10月19日）
- 中西アルノ（2024年11月10日・16日）
- 金川紗耶（2024年11月10日）
- 田村真佑（2024年11月16日）

## 放送日程
| 回 | 放送日 | 今回のイチバン                                     | ゲスト                     |
| -- | ------ | -------------------------------------------------- | -------------------------- |
| 1  | 8月1日 | 株式会社建築資料研究社/日建学院 チュラコス株式会社 | 井上裕介（NON STYLE）      |
| 2  | 9月5日 | みんなで大家さん販売 ジュエルカフェ                | 森田哲矢（さらば青春の光） |

| 回 | 放送日   | 今回のイチバン                                                    | ゲスト                    |
| -- | -------- | ----------------------------------------------------------------- | ------------------------- |
| 1  | 10月10日 | ノークリー グランド インフラトップ                                | 高橋茂雄（サバンナ）      |
| 2  | 10月24日 | アクセスグループ・ホールディングス ホットアルバム炭酸泉タブレット | 狩野英孝                  |
| 3  | 11月14日 | スカイネット アルプス建設                                         | 平子祐希（アルコ&ピース） |
| 4  | 11月28日 | ACR 幸田商店 ゆめみ                                               | 石田たくみ（カミナリ）    |
| 5  | 12月12日 | かがやくコスメ アドバン 納得住宅工房                              | 庄司智春（品川庄司）      |
| 6  | 12月26日 | サードオフィス アニスピホールディングス ダイレクト住設            | ユージ                    |

| 回 | 放送日   | 今回のイチバン                                                                | ゲスト                                 |
| -- | -------- | ----------------------------------------------------------------------------- | -------------------------------------- |
| 7  | 1月9日   | スマートフィット100 エントラスト合同会社                                      | 黒瀬純（パンクブーブー）               |
| 8  | 1月23日  | スタートライン MTG                                                            | 西野創人（コロコロチキチキペッパーズ） |
| 9  | 2月13日  | リード・イノベーション SHE ADOLOGI                                            | 堀潤                                   |
| 10 | 2月27日  | いえらぶGROUP アイウェルネス ピエラス                                         | チャンカワイ（Wエンジン）              |
| 11 | 3月13日  | GNオーディオジャパン 関家具 タカラスタンダード                                | TAIGA                                  |
| 12 | 3月27日  | エナジークオリティー プロコート                                               | 中西茂樹（なすなかにし）               |
| 13 | 4月10日  | ライブナビ CLINKS ソーシャルテック                                            | 村上健志（フルーツポンチ）             |
| 14 | 4月24日  | パスカル VR住宅公園 スタディーハッカー                                        | 平井“ファラオ”光（馬鹿よ貴方は）       |
| 15 | 5月8日   | レグセントジョイラー ネットワンネクスト                                       | 大村朋宏（トータルテンボス）           |
| 16 | 5月22日  | ユウキホーム 昇陽 ジャンガ・テック                                            | 小園凌央                               |
| 17 | 6月12日  | 成友興業 アーバンアーキテック Dクリニック東京                                 | Yes!アキト                             |
| 18 | 6月26日  | ビーグリー DeNA SOMPO Carlife 横浜ゴム                                        | 関太（タイムマシーン3号）              |
| 19 | 7月10日  | 渡辺パイプ アースアンドウォーター アンファー                                  | 内山信二                               |
| 20 | 7月24日  | 美元 YONOHI エンリケ空間                                                      | スギちゃん                             |
| 21 | 8月14日  | プレミアムウォーター サンマリエ ケアコネクトジャパン                          | 佐藤信長                               |
| 22 | 8月28日  | サイエンス アルテリア・ネットワークス Free Spark                              | 大鶴肥満（ママタルト）                 |
| 23 | 9月11日  | いーふらん                                                                    | 村上純（しずる）                       |
| 24 | 9月25日  | メンズ脱毛サロン レイロール 補聴器専門店プロショップ大塚 SANSEED ヨガスタジオ | 小島よしお                             |
| 25 | 10月2日  | 小杉織物 プレシア 備後漬物                                                    | こにわ                                 |
| 26 | 10月16日 | フォーナイン ワイエムティー ストラテジーテック・コンサルティング              | 槙尾ユウスケ（かもめんたる）           |
| 27 | 10月30日 | CITV oneA 全国建物損害調査協会                                                | ノブオ（ペンギンズ）                   |
| 28 | 11月6日  | HEXEL Works センターモバイル 武蔵野                                           | TAKIUE（流れ星☆）                      |
| 29 | 11月20日 | ミラーミラー GWF エルゴジャパン                                               | 那須晃行（なすなかにし）               |
| 30 | 12月4日  | ティジー・テック ウェディングボックス オリーブスパ                            | 近藤くみこ（ニッチェ）                 |
| 31 | 12月18日 | APJ Media リックソフト リンクス                                               | ダイアモンド☆ユカイ                    |
| -  | 12月25日 | 総集編                                                                        | 総集編                                 |

| 回 | 放送日   | 今回のイチバン                                                          | ゲスト                         |
| -- | -------- | ----------------------------------------------------------------------- | ------------------------------ |
| 32 | 1月15日  | 日本ハウスホールディングス NPO法人都民シルバーサポートセンター ランディ | ジョニー小野                   |
| 33 | 1月29日  | プラチナゲームズ アンビスホールディングス                               | 山本浩司（タイムマシーン3号）  |
| 34 | 2月5日   | LibWork 神戸市                                                          | 川村エミコ（たんぽぽ）         |
| 35 | 2月19日  | グラファイトデザイン EDIT STUDY                                         | 三瓶                           |
| 36 | 3月5日   | GNオーディオジャパン 精電舎電子工業 マネックス・アセットマネジメント    | 藤田憲右（トータルテンボス）   |
| 37 | 3月26日  | ピースユー D&M アートネイチャー                                         | チャンス大城                   |
| 38 | 4月2日   | キナン 加藤建設                                                         | ユージ                         |
| 39 | 4月16日  | スプリックス アーカス・ジャパン                                         | 東京ホテイソン                 |
| 40 | 5月7日   | Maneql アイビス ニールメッド                                            | チャンカワイ（Wエンジン）      |
| 41 | 5月21日  | ホームミュージック ADOLOGI                                              | 響                             |
| 42 | 6月18日  | 松井産業 LUNA Beauty Clinic Enlyt                                       | 岩崎う大（かもめんたる）       |
| 43 | 7月2日   | TGオクトパスエナジー株式会社 株式会社オデッセイ 株式会社心水塾          | 関太（タイムマシーン3号）      |
| 44 | 7月16日  | ウォーターネット エス・トラスト ソノリテ                                | 山田ルイ53世（髭男爵）         |
| 45 | 8月6日   | シンゲキ サンウェルズ ワンエイティ                                      | 酒井健太（アルコ&ピース）      |
| 46 | 8月20日  | 三陽工業 生活協同組合パルシステム連合会 絆ジャパン                      | 蒼木陣                         |
| 47 | 9月3日   | ファイアーキッズ 株式会社東日本ハウジング DMM.com                       | 澤武紀行                       |
| 48 | 9月17日  | ポラール・エレクトロ・ジャパン 岸和田市 リガード                        | ストレッチーズ                 |
| 49 | 10月1日  | オアシス・イラボレーション CPAエクセレントパートナーズ カーブスジャパン | 森ハヤシ                       |
| 50 | 10月15日 | 三和ニードルベアリング 南足柄市 Free Life Consulting                    | 小松準弥                       |
| 51 | 11月5日  | SwitchBot ビーキャップ Odd-e Japan                                      | わっきゃい                     |
| 52 | 11月19日 | CHOCI TOKYO 島田工業 坂善商事                                           | ママタルト                     |
| 53 | 12月3日  | 千代田コンサルタント 大同生命保険 NEC通信システム                       | 小園凌央                       |
| 54 | 12月17日 | 鉄建建設 第一テクノ スポーツコミュニティ                                | アンゴラ村長（にゃんこスター） |

| 回 | 放送日   | 今回のイチバン                                         | ゲスト                 |
| -- | -------- | ------------------------------------------------------ | ---------------------- |
| 55 | 1月7日   | グランメソッド LMIグループ さくらいふ                  | お見送り芸人しんいち   |
| 56 | 1月21日  | シムトップス COA 浅見眼科手術クリニック                | 國領浩子               |
| 57 | 2月4日   | 共和電業 東京海上日動ベターライフサービス ネオジャパン | 薄幸（納言）           |
| 58 | 2月18日  | ACN JM                                                 | 男色“ダンディ”ディーノ |
| 59 | 3月4日   | アルネットホーム Kanda Quantam カイゼンベース株式会社  | 井澤巧麻               |
| 60 | 3月18日  | ベルーフ グッドワークス ビタブリッドジャパン           | 岡秀年                 |
| 61 | 4月1日   | ADOLOGI セレモニー                                     | 平田雄也               |
| 62 | 4月15日  | しちだ・教育研究所 自立学習RED プログラミング能力検定  | さすらいラビー         |
| 63 | 5月6日   | キージェント BMS JAPAN                                 | 駆け抜けて軽トラ       |
| 64 | 5月20日  | エリアリンク トラストアドバイザーズ                    | みっちー               |
| 65 | 6月3日   | ダブルエー 日産サティオ埼玉北                          | 三日月マンハッタン     |
| 66 | 6月17日  | フレアス JIPDEC                                        | 井上マー               |
| 67 | 7月1日   | ME ホールディングス シンク・ロジスティクス             | ガリベンズ矢野         |
| 68 | 7月15日  | 日本シグマックス 積水化学工業                          | コーヒールンバ         |
| 69 | 8月5日   | サンオータス ラグジュアリー                            | 野口準                 |
| 70 | 8月19日  | 日本建築検査協会 アミーゴ HAL                          | ハギノリザードマン     |
| 71 | 9月2日   | ZVC JAPAN ASK ケミカルズジャパン 新和電工              | 四天王                 |
| 72 | 10月7日  | オクジュー 英才個別学院 キャリー・オン                 | ひぐち君（髭男爵）     |
| 73 | 10月21日 | ユーソナー MAYA ネット ソリューションズ T.H.S          | 平野宏周               |
| 74 | 11月4日  | アップガレージ ハラダ製茶 大和三光製作所               | セバスチャン           |
| 75 | 11月18日 | シュハリ けっこんものがたり Cardio Flow Design         | きしたかの             |
| 76 | 12月2日  | 本郷工業 森塾 湘南ゼミナール                           | ニダンギア             |
| 77 | 12月16日 | 大陽日酸 鍵のかけつけ本舗 三菱電機エンジニアリング     | 上野勇希               |

| 回  | 放送日         | 今回のイチバン                                                   | ゲスト                                     |
| --- | -------------- | ---------------------------------------------------------------- | ------------------------------------------ |
| 78  | 1月6日         | ユニオン建設 スリーエーコンサルティング ウスイホーム             | DJ KOO                                     |
| 79  | 1月20日        | オーバル オーセンティックワークス アールイズ・ウエディング       | リッキー（岡博之）（ブッチャーブラザーズ） |
| 80  | 2月3日         | マイスターエンジニアリング みすず学苑 HANDA Watch World          | 伊藤雅雪                                   |
| 81  | 2月17日        | 加藤ゼミナール クラウドネイティブ 東京中央日本語学院             | 梵天                                       |
| 82  | 3月9日         | リラクピング メタセコイア店 ブルースカイソーラー 三菱食品        | 中山卓也                                   |
| 83  | 3月16日        | 東京海上日動火災保険 Gentle シバタ工業                           | 三拍子                                     |
| 84  | 4月6日         | 大洋電機 マネーチケット ジンコソーラージャパン                   | 森本サイダー                               |
| 85  | 4月20日        | 山本製作所 ザ・ハイドラフェイ シャルカンパニージャパン 巴山建設  | 谷水力                                     |
| 86  | 6月1日         | 須賀工業 パーソルワークスイッチコンサルティング 家庭教師のラスト | センチネル                                 |
| 87  | 6月15日        | 北星海運 ウォーターネット ADOLOGI                                | 骨付きバナナ                               |
| 88  | 7月6日         | 是村旭ダイヤモンド工業 防災通信工業 エディオン                   | 花*花                                      |
| 89  | 7月20日        | Dr.ルルルン 三和石産 縁グループ                                  | 松本梨香                                   |
| 90  | 8月3日         | Scuderia46 佐渡島 東洋電溶                                       | 納言                                       |
| 91  | 8月24日        | G-LOTUS PerfanPlus 徳丸住宅販売                                  | 西川あやの                                 |
| 92  | 9月7日         | 北沢産業 ピップ                                                  | 大倉士門                                   |
| 93  | 9月21日        | CSR 安永クリーンテック                                           | シューマッハ                               |
| 94  | 9月28日        | 丸三証券 岩田鋼鉄 La Beaute                                      | 武内陶子                                   |
| 95  | 10月19日       | ガルデルマ 宝商メンテナンスサービス グンゼ                       | JP                                         |
| 96  | 11月10日（日） | JTB ホテルマークワン ケミテックテクニカル                        | 北田祥一郎                                 |
| 97  | 11月16日       | 日東エネルギー 埼玉縣信用金庫 リードテック                       | 素晴らしき人生                             |
| 98  | 11月30日       | 山本工作所 住栄都市サービス                                      | 小泉勇人                                   |
| 99  | 12月7日        | 日本電波工業 京典 日野コンピューター システム                    | ダイアモンド✡ユカイ                        |
| 100 | 12月21日       | TJK リゾート DNP フォトイメージングジャパン テイケイワークス東京 | ひぐち君（髭男爵）                         |

| 回  | 放送日  | 今回のイチバン                                                        |
| --- | ------- | --------------------------------------------------------------------- |
| 101 | 4月4日  | Iranoan スプリックス 大京穴吹建設                                     |
| 102 | 4月18日 | Pilates KASANE b-monster ワールドフィット                             |
| 103 | 5月2日  | NEXT 下呂温泉 小川屋 ブックスドリーム                                 |
| 104 | 5月16日 | 司法書士法人 穂 JFEロックファイバー株式会社 テンダーハート            |
| 105 | 6月6日  | LAETOLI マーケティングスクールCOP 名古屋刃型                          |
| 106 | 6月20日 | シーカ・ジャパン インターシフト アイムホーム                          |
| 107 | 7月4日  | 平山ホールディングス カバヤ食品 レジデンス・ ビルディングマネジメント |
| 108 | 7月18日 | HIROTSU バイオサイエンス ノアインドアステージ Epi Group               |
| 109 | 8月15日 | マルチブック アドレス・サービス 東京BRT                               |

## スタッフ
- ナレーター - いとうさとる
- タイトル - 村田那奈
- CG - タカハシジュン
- 美術 - フジアール
- メイク - Mamere
- CAM - 髙橋勇士
- AUD - 小林寿恵、霧﨑愛実
- MA - 大野夏希、神山菜摘、深澤一友、塩釜亮平
- 音響効果 - 堺慶史郎（M-TANK）
- 技術協力 - 鶯谷スタジオ、港家、バスク、東京オフラインセンター、イエスマン
- 制作スタッフ - 山口健太郎、加藤大珠
- AP - 川村理美
- ディレクター - 堀雅哉、吹田雅信、中澤望、佐藤謙治、大塚隆史、水野潤、又吉真平、濱口賢治、奈良順也、山崎宏之、長島砂織、小﨑一太郎
- 演出 - 安達敏春（#87まではプロデューサー兼務）
- プロデューサー - 大久保恵司
- 制作協力 - ベイシス
- 著作制作 ‐ 絆ホールディングス株式会社

### 過去のスタッフ
- ナレーター - 黒田浩一（#78）
- CAM - 矢田部修、小川正明、白井宗敏、北條英樹
- AUD - 小笹直樹、長谷川将太、鈴木一篤
- MA - 佐々木彩哉香、黒羽靖志、渡辺和也
- 技術協力 - 麒麟スタジオ、スターライズタワー、スタジオブル、ザ・チューブ、広域テレビ技術
- 制作スタッフ - 佐々木菜都美、黒田佳澄、指田康仁、田崎諒、竹田俊介
- プロデューサー - 今野貴之